# Shelley Kitchen
Shelley Celia Kitchen, MNZM (* 2. Dezember 1979 in Kaitaia) ist eine ehemalige neuseeländische Squashspielerin.

## Karriere
Shelley Kitchen begann ihre professionelle Karriere im Jahr 1999 auf der WSA World Tour und gewann auf dieser 15 Titel. Ihre beste Platzierung in der Weltrangliste erreichte sie mit Rang sechs im September 2008. Zu ihren größten Erfolgen zählt der Gewinn der Weltmeisterschaft 2006 im Doppel mit Landsfrau Tamsyn Leevey. Bereits zwei Jahre zuvor wurde sie zusammen mit Glen Wilson Vizeweltmeister im Mixed. Bei den Commonwealth Games 2006 gewann sie die Bronzemedaille im Einzel und die Silbermedaille im Doppel an der Seite von Tamsyn Leevey. Sie war lange Jahre Stammspielerin der neuseeländischen Nationalmannschaft.
Im Dezember 2010 beendete Shelley Kitchen ihre Karriere. Sie wurde im Januar 2011 als Mitglied des New Zealand Order of Merit ausgezeichnet. 2018 wurde sie in die New Zealand Squash Hall of Fame aufgenommen.

## Privates
Shelley Kitchen ist mit dem ehemaligen australischen Squashprofi Anthony Ricketts verheiratet. Das Paar hat zwei Töchter.

## Erfolge und Ehrungen
- Weltmeister im Doppel: 2006 (mit Tamsyn Leevey)
- Vizeweltmeister im Mixed: 2004 (mit Glen Wilson)
- Gewonnene WSA-Titel: 15
- Commonwealth Games: 1 × Silber (Doppel 2006), 1 × Bronze (Einzel 2006)
- Neuseeländischer Meister: 4 Titel (2005–2008)